# 1871 في ألمانيا
فيما يلي قوائم الأحداث التي وقعت خلال عام 1871 في ألمانيا.

## سياسة

### تعيين في المنصب
- 21 مارس – أوتو فون بسمارك مستشار ألمانيا.

## مواليد

### فبراير
- 2 فبراير – أدولف زيلر مهندس معماري ألماني.
- 4 فبراير – فريدريش إيبرت سياسي ألماني.

### مارس
- 25 مارس – هيرمان أبيرت
- 27 مارس – هاينريش مان شاعر ألماني.

### مايو
- 6 مايو – كريستيان مورجنسترن مؤلف ألماني.

### يونيو
- 12 يونيو – أرنست سترومر
- 28 يونيو – يوليوس بريشت

### يوليو
- 27 يوليو – إرنست تسيرميلو رياضياتي ألماني.
- 28 يونيو – يوليوس بريشت

### أغسطس
- 13 أغسطس – كارل ليبكنخت
- 28 أغسطس – ألفين بارغر عالم نبات ألماني.

### يناير
- 23 يناير – فردريش أنطون ميكيل (مواليد 1811) عالم نبات هولندي.

### فبراير
- 4 فبراير – بوكلير موسكاو (مواليد 1785)
- 24 فبراير – يوليوس فايسباخ (مواليد 1806) رياضياتي ألماني.

### أبريل
- 21 أبريل – إليزابيت جروبه (مواليد 1803)
- 26 أبريل – لودفيغ فرانز ألكساندر وينتر (مواليد 1812)

### مايو
- 18 مايو – إدوارد ويبر (مواليد 1806)

### يوليو
- 24 فبراير – يوليوس فايسباخ (مواليد 1806) رياضياتي ألماني.

### أكتوبر
- 10 أكتوبر – بيرثولد كارل سيمان (مواليد 1825) عالم نبات ألماني.

### نوفمبر
- 7 نوفمبر – أدولف شتريكر (مواليد 1822)